# 文富市镇
文富市镇，是中华人民共和国湖南省永州市祁阳市下辖的一个乡镇级行政单位。

## 行政区划
文富市镇下辖以下地区：
农科社区、大屋村、双湾村、中心村、黄泥山村、柿山湾村、双江口村、立志塘村、檀山岭村、成家台村、五房院村、马边塘村、黄泥塘村、书林寺村、官山坪村、幸福桥村、忠诚村、富湾村、丁源冲村、南河岭村、建设村、排林村、香花桥村、平阳甸村、桥塘村、清太村和联江村。